# Krajinná dominanta

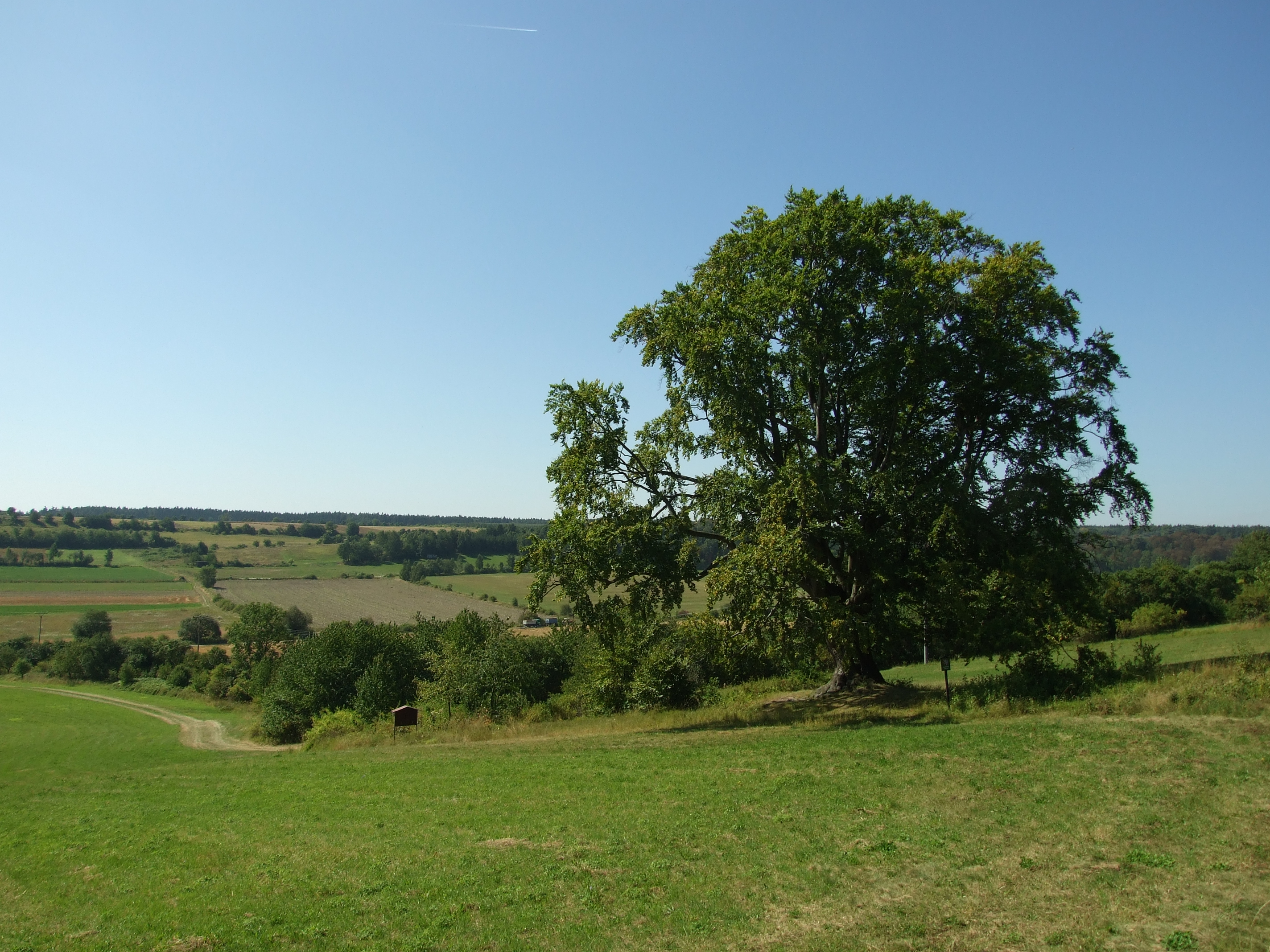
Džbánský buk u Mšeckých Žehrovic býval až do roku 2017 krajinnou dominantou Novostrašecka (snímek z roku 2009)

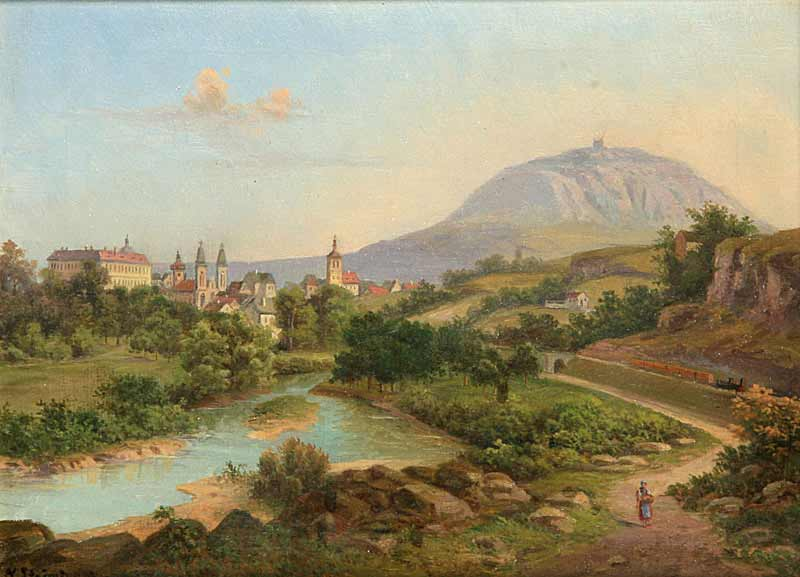
Hora Říp, krajinná dominanta na Roudnicku (Vilém Ströminger)

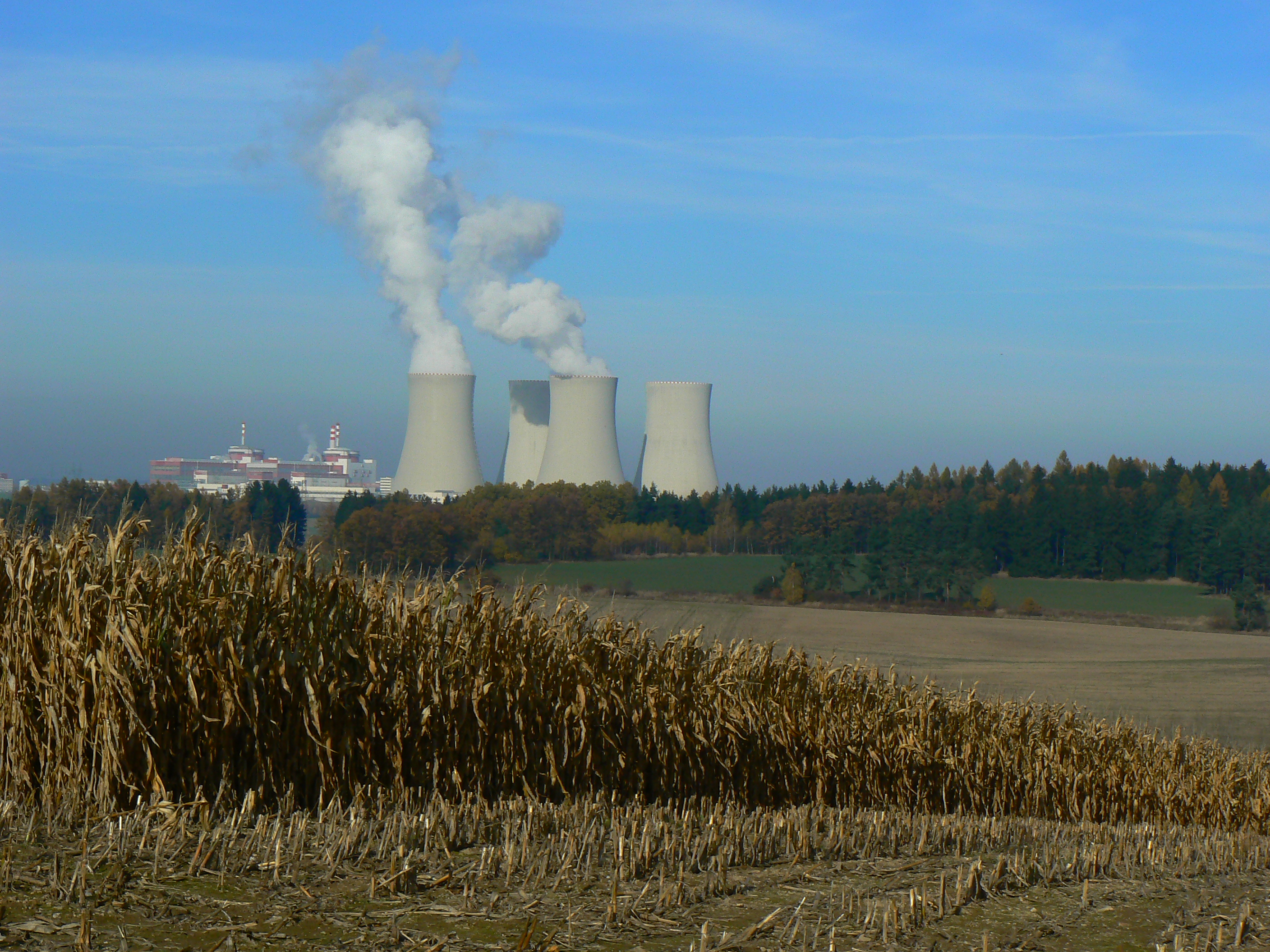
Jaderná elektrárna Temelín, krajinná dominanta Vltavotýnska

Krajinná dominanta je prvek nebo složka krajiny, která určitou ze svých vlastností (jako rozměry, barva, kulturní hodnota atp.) výrazně přesahuje ostatní prvky v krajině.

## Typy krajinných dominant
Krajinné dominanty je možné typově rozdělit podle řady hledisek:
| Kritérium       | Typy dominant          | Příklady                         |
| --------------- | ---------------------- | -------------------------------- |
| počet prvků     | dominanta individuální | věž, kostel, hora                |
| počet prvků     | dominantní soubor      | panelové sídliště                |
| původ           | dominanta přírodní     | skála, řeka, hora                |
| původ           | dominanta umělá        | rozhledna, vysílač, kostel       |
| původ           | dominanta duchovní     | místo události, bojiště          |
| rozsah působení | dominanta lokální      | strom-solitéra, kaplička, kostel |
| rozsah působení | dominanta regionální   | hora, přehrada, dálnice, lom     |
| rozsah působení | dominanta národní      | významná řeka (Labe), pohoří     |
| směr působení   | dominanta vertikální   | komín, vodárna                   |
| směr působení   | dominanta horizontální | horský hřeben                    |
| směr působení   | dominanta všesměrná    | průmyslový areál                 |
| pohyb           | dominanta dynamická    | větrná elektrárna                |
| pohyb           | dominanta statická     | hora, vysílač                    |
| pohyb           | dominanta kombinovaná  | radarová stanice, dálnice        |
| způsob vnímání  | dominanta vizuální     | rozhledna, hora                  |
| způsob vnímání  | dominanta pachová      | chemická továrna, květnatá louka |
| způsob vnímání  | dominanta hluková      | dálnice, letiště                 |
| jedinečnost     | dominanta unikátní     | výjimečné stavby                 |
| jedinečnost     | dominanta opakující se | hora, lom, větrná elektrárna     |

### Krajinné dominanty podle původu
Dělení podle původu je užíváno nejběžněji a dostačuje pro řadu účelů. Mezi různými autory je možné narazit na mírné rozdíly. Obvykle se uvádějí následující typy:
- dominanta přírodní
- dominanta umělá – někdy označovaná jako kulturní[3]
- dominanta duchovní
- pohledově významné stromy[3]